# Zvláštní výbor pro zemědělství
Zvláštní výbor pro zemědělství (ZVZ) je správním orgánem Evropské unie, který připravuje práci a úkoly Rady pro zemědělství a rybolov (konfigurace Rady Evropské unie) v oblasti zemědělství. Má podobnou úlohu jako Výbor stálých zástupců (COREPER).
ZVZ byl zřízen rozhodnutím zástupců vlád členských států v květnu 1960. V žádné ze Smluv o něm nikdy nebyla konkrétní zmínka.